# Торренс Парсонс
Торренс Дуглас Парсонс (англ. Torrence Douglas Parsons; 7 березня 1941 — 2 квітня 1987) — американський математик.

## Діяльність
Працював переважно в теорії графів і відомий тим, що представив теоретично графічний погляд на задачі ухилення-переслідування (Парсонс 1976, 1978). Він здобув ступінь доктора філософії в Принстонському університеті в 1966 році під керівництвом Альберта В. Таккера.

## Вибрані публікації
- Parsons, T. D. (1976). «Pursuit-evasion in a graph». Theory and Applications of Graphs. Springer-Verlag. pp. 426–441.
- Parsons, T.D. (1978). «The search number of a connected graph». Proc. 10th Southeastern Conf. Combinatorics, Graph Theory, and Computing. pp. 549—554.